# Jurij Korotkych
Jurij Pawłowycz Korotkych, ukr. Юрий Павлович Коротких, ros. Юрий Павлович Коротких, Jurij Pawłowicz Korotkich (ur. 23 listopada 1939 we wsi Dunajewo, w obwodzie czytyjskim, Rosyjska FSRR, zm. 29 lutego 2016 w Mariupolu, Ukraina) – ukraiński piłkarz pochodzenia rosyjskiego, grający na pozycji bramkarza, trener piłkarski.

## Kariera piłkarska

### Kariera klubowa
Wychowanek Mechanika Tiumeń. W 1958 rozpoczął karierę piłkarską w miejscowej drużynie Zwiezda Tiumeń, skąd po pół roku przeszedł do Mietałłurga Niżny Tagił. W 1960 został powołany do służby wojskowej, podczas której grał w CSKA Moskwa. Latem 1961 został oddelegowany do piłkarskiego zespołu miasta Sierpuchow. W 1963 bronił barw klubów Krylja Sowietow Kujbyszew i SKA Rostów nad Donem. Na początku 1964 został zaproszony przez trenera Olega Oszenkowa do Szachtara Donieck. Latem 1969 przeszedł do Krywbasu Krzywy Róg, ale już w 1970 przeniósł się do Azowca Mariupol, w którym zakończył karierę piłkarza w roku 1973.

## Kariera trenerska
Po zakończeniu kariery piłkarza rozpoczął pracę szkoleniowca. W 1973 został zaproszony do sztabu szkoleniowego Metałurha Mariupol, w którym pomagał trenować bramkarzy i był dyrektorem technicznym klubu.
29 lutego 2016 zmarł w Mariupolu w wieku 77 lat.

## Sukcesy i odznaczenia

### Sukcesy indywidualne
- 3-krotnie wybrany do listy 33 najlepszych piłkarzy roku Ukraińskiej SRR
- najdłuższa bezbramkowa seria w składzie Szachtara Donieck w Mistrzostwach ZSRR: 913 minut